# Deutsche Botschaft Vilnius
Die Deutsche Botschaft Vilnius ist die diplomatische Vertretung der Bundesrepublik Deutschland in der Republik Litauen.

## Lage und Gebäude
Die Kanzlei der Botschaft befindet sich im Stadtteil Naujamiestis (Neustadt) der litauischen Hauptstadt Vilnius. Die Straßenadresse lautet: Z. Sierakausko g. 24, 03105 Vilnius. 
Das Außenministerium Litauens ist nur einen knappen Kilometer entfernt. Der internationale Flughafen Vilnius liegt rund 5 km südlich und eine Fahrtzeit von rund 15 Minuten reicht in der Regel aus. Von dem gut 300 km entfernten Fähranleger in der Hafenstadt Klaipėda bestehen Verbindungen nach Kiel sowie Trelleborg und Karlshamn in Schweden. 
Das freistehende, dreigeschossige Gebäude der Botschaft hat in der Straße Vinco Kudirkos g. einen Nebeneingang zum Rechts- und Konsularbereich. 

## Auftrag und Organisation
Die Botschaft Vilnius hat den Auftrag, die deutsch-litauischen Beziehungen zu pflegen, die deutschen Interessen gegenüber der Regierung von Litauen zu vertreten und die Bundesregierung über Entwicklungen in Litauen zu unterrichten.
In der Botschaft werden die Sachgebiete Politik, Wirtschaft, Kultur und Presse bearbeitet. Es besteht ein Militärattachéstab, dessen Leiter auch in Lettland akkreditiert ist.
Das Referat für Rechts- und Konsularaufgaben der Botschaft bietet deutschen Staatsangehörigen alle konsularischen Dienstleistungen und Hilfe in Notfällen an. Es besteht ein telefonischer Rufbereitschaftsdienst täglich bis 22.00 Uhr. Der konsularische Amtsbezirk der Botschaft umfasst ganz Litauen. Die Visastelle erteilt Einreiseerlaubnisse für Staatsangehörige dritter Länder mit Wohnsitz in Litauen. Litauische Staatsangehörige genießen die Freizügigkeit innerhalb der Europäischen Union.
Ein Honorarkonsul der Bundesrepublik Deutschland ist in Klaipėda bestellt und ansässig.

## Geschichte
Die Republik Litauen erlangte am 11. März 1991 wieder ihre Unabhängigkeit.
Die Bundesrepublik Deutschland eröffnete am 2. September 1991 die Botschaft Wilna, die im Jahr 2024 in „Botschaft Vilnius“ umbenannt wurde.